# متلازمة لوفلر
متلازمة لوفلر (بالإنجليزية: Löffler's syndrome)‏وهو نوع من الالتهاب الرئوي الحاد يعرف ب«تناذر لوفلر»، وهي متلازمة حميدة تتصف بارتشاحات رئوية سريعة الزوال مع كثرة الحمضات. وهي على علاقة فيما يبدو باستجابة مناعية لبعض العوامل الخارجية، وهي غالباً لا عرضية الذي يتمثل بتسرب شديد للكريات البيضاء المتأثرة بالايوزين الموجودة في قلة الدم، وهو مرض نادر يتميز بأعراض مثل قصور في التنفس ومشكلات رئوية.]]

وصفت لأول مرة في عام 1932 من قبل فيلهلم وفلر وذلك في تشخيصه لحالات الالتهاب الرئوي اليوزيني الناجم عن الطفيليات الخراطينية (الاسكاريس)،  الاسطوانية والديدان الخطافية ,الأنكلستوما الاثنا عشرية والفتاكة الأمريكية.
على الرغم من وصف وفلر لها إلا ان الاتهاب الرئوي ياتي في سياق العدوى، والعديد من الخبراء اطلقوا مصطلح «متلازمة لوفلر» إلى أي شكل من أشكال فرط الحمضات الرئوية وخاصة في البداية الحادة للإصابة بغض النظر عن السبب الكامن ورائه.